# Spinus atriceps
El jilguero corona negra (Spinus atriceps), también conocido como jilguero capirotado, es una especie de ave paseriforme de la familia Fringillidae. Se puede encontrar en Guatemala y México.
Sus hábitats naturales son el bosque húmedo montano tropical o subtropical y matorrales. No tiene subespecies reconocidas.

## Identificación
Spinus atriceps se ha definido como un lúgano grisáceo, con un capirote negro. Sin embargo, otras formas verdes se han identificado también como S. atriceps, pero aparentemente son "morfos" verdes de C. pinus